# Tournoi pré-olympique de football de 1986-1988
Navigation
Los Angeles 1984 Barcelone 1992
Le tournoi pré-olympique de football de 1986-1988 a eu pour but de désigner les 15 nations qualifiées pour participer au tournoi final de football, disputé lors des Jeux olympiques de Séoul en 1988. La Corée du Sud est qualifiée d'office en tant que pays hôte et complète ainsi le total des 16 participants à la phase finale car, médaillée d'or et tenante du titre, la France est néanmoins contrainte de participer aux éliminatoires.
Sur 114 nations inscrites au départ, 98 pays originaires de six continents ont effectivement pris part aux matches de qualification,, qui ont eu lieu du 10 septembre 1986 au 31 mai 1988, et étaient répartis entre les six confédérations comme suit :
- 27 équipes d'Europe (UEFA)
- 10 équipes d'Amérique du Sud (CONMEBOL)
- 15 équipes d'Amérique du Nord et d'Amérique centrale (CONCACAF)
- 20 équipes d'Asie (AFC)
- 05 équipes d'Océanie (OFC)
- 21 équipes d'Afrique (CAF)

Cette édition des Jeux fut marquée par le boycott de la Corée du Nord, qui souhaitait être impliquée dans l'organisation au même titre que sa « sœur-ennemie » du sud; dès lors Cuba, l'Éthiopie et le Nicaragua ne feront pas non plus le voyage à Séoul par solidarité et quelques autres délégations refuseront également de participer à cet événement mais pour des raisons plus obscures.
Le Suriname, le Yémen du Sud, le Nord-Yémen, l'Inde, Brunei, la Papouasie-Nouvelle-Guinée, les Fidji, Madagascar, l'Île Maurice, la Guinée, l'Éthiopie, la Gambie et la Libye déclarent forfait sans disputer la moindre rencontre tandis que le Mexique et la Corée du Nord sont disqualifiés.

## Pays qualifiés
| Tournoi qualificatif           | Dates                                  | Lieu                       | Places | Qualifiés                                                      |
| ------------------------------ | -------------------------------------- | -------------------------- | ------ | -------------------------------------------------------------- |
| Pays organisateur              |                                        |                            | 1      | Corée du Sud                                                   |
| Tournoi pré-olympique UEFA     | du 10 septembre 1986 au 31 mai 1988    | Itinérant                  | 5      | Allemagne de l’Ouest Italie Suède Union soviétique Yougoslavie |
| Tournoi pré-olympique CONMEBOL | du 18 avril au 3 mai 1987              | Bolivie                    | 2      | Brésil Argentine                                               |
| Tournoi pré-olympique CONCACAF | du 25 janvier 1987 au 29 mai 1988      | Itinérant                  | 2      | États-Unis Mexique Guatemala                                   |
| Tournoi pré-olympique AFC      | du 27 février 1987 au 15 janvier 1988  | Itinérant                  | 2      | Irak Chine                                                     |
| Tournoi pré-olympique OFC      | du 7 novembre 1987 au 27 mars 1988     | Australie Nouvelle-Zélande | 1      | Australie                                                      |
| Tournoi pré-olympique CAF      | du 16 novembre 1986 au 31 janvier 1988 | Itinérant                  | 3      | Nigeria Tunisie Zambie                                         |
| Total                          |                                        |                            | 16     |                                                                |

## Résultats des qualifications par confédération
Dans les phases de qualification en groupe disputées selon le système de championnat, en cas d’égalité de points de plusieurs équipes à l'issue de la dernière journée, les critères suivants sont appliqués dans l'ordre indiqué pour établir leur classement :

- Meilleure différence de buts,
- Plus grand nombre de buts marqués.

Dans le système à élimination directe avec des matches aller et retour, en cas d'égalité parfaite au score cumulé des deux rencontres, les mesures suivantes sont d'application :

- Organisation de prolongations et, au besoin, d'une séance de tirs au but, si les deux équipes sont toujours à égalité au terme des prolongations, et
- La règle des buts marqués à l'extérieur est en vigueur.

### Europe (UEFA)
Le tournoi européen de qualification aux Jeux olympiques d'été de 1988 s'est déroulé du 10 septembre 1986 au 31 mai 1988 entre cinq poules de cinq équipes. Deux tours préliminaires distincts ont été disputés pour décider qui de Chypre ou de la Grèce et du Liechtenstein ou de la Suisse rejoindrait les quatre autres nations, respectivement, des Groupe A et D. À l'issue de ces éliminatoires, l'Allemagne de l'Ouest, l'Italie, la Suède, l'Union soviétique et la Yougoslavie ont décroché leur participation au tournoi olympique. Médaillée d'or et tenante du titre, la France est néanmoins contrainte de participer aux qualifications et est ainsi la première nation titrée à ne pas participer au tournoi final à la suite de son élimination.

#### Groupe A

##### Tour préliminaire
| Équipe 1 | Résultat | Équipe 2 | Aller | Retour |
| -------- | -------- | -------- | ----- | ------ |
| Chypre   | 1 - 4    | Grèce    | 1 - 2 | 0 - 2  |

| Rang | Équipe               | Pts | J | G | N | P | Bp | Bc | Diff |  | Résultats (▼ dom., ► ext.) |     |     |     |     |     |
| ---- | -------------------- | --- | - | - | - | - | -- | -- | ---- |  | -------------------------- | --- | --- | --- | --- | --- |
| 1    | Allemagne de l’Ouest | 12  | 8 | 5 | 2 | 1 | 16 | 4  | +12  |  | Allemagne de l’Ouest       |     | 1-1 | 5-1 | 3-0 | 3-0 |
| 2    | Danemark             | 11  | 8 | 5 | 1 | 2 | 23 | 5  | +18  |  | Danemark                   | 0-1 |     | 3-0 | 8-0 | 4-0 |
| 3    | Pologne              | 10  | 8 | 4 | 2 | 2 | 11 | 10 | +1   |  | Pologne                    | 1-1 | 2-0 |     | 1-0 | 5-1 |
| 4    | Roumanie             | 5   | 8 | 2 | 1 | 5 | 5  | 17 | -12  |  | Roumanie                   | 1-0 | 1-2 | 0-0 |     | 0-1 |
| 5    | Grèce                | 2   | 8 | 1 | 0 | 7 | 4  | 23 | -19  |  | Grèce                      | 0-2 | 0-5 | 0-1 | 2-3 |     |

#### Groupe B
| Rang | Équipe             | Pts | J | G | N | P | Bp | Bc | Diff |  | Résultats (▼ dom., ► ext.) |     |     |     |     |     |
| ---- | ------------------ | --- | - | - | - | - | -- | -- | ---- |  | -------------------------- | --- | --- | --- | --- | --- |
| 1    | Italie             | 13  | 8 | 5 | 3 | 0 | 11 | 1  | +10  |  | Italie                     |     | 1-1 | 1-0 | 3-0 | 2-0 |
| 2    | Allemagne de l'Est | 11  | 8 | 4 | 3 | 1 | 12 | 5  | +7   |  | Allemagne de l'Est         | 0-0 |     | 3-0 | 4-2 | 3-0 |
| 3    | Portugal           | 8   | 8 | 2 | 4 | 2 | 4  | 6  | -2   |  | Portugal                   | 0-0 | 0-0 |     | 1-1 | 2-1 |
| 4    | Pays-Bas           | 5   | 8 | 1 | 3 | 4 | 6  | 12 | -6   |  | Pays-Bas                   | 1-2 | 0-1 | 2-2 |     | 3-0 |
| 5    | Islande            | 3   | 8 | 1 | 1 | 6 | 5  | 14 | -9   |  | Islande                    | 0-1 | 0-4 | 1-1 | 0-0 |     |

#### Groupe C
| Rang | Équipe               | Pts | J | G | N | P | Bp | Bc | Diff |  | Résultats (▼ dom., ► ext.) |     |     |     |     |     |
| ---- | -------------------- | --- | - | - | - | - | -- | -- | ---- |  | -------------------------- | --- | --- | --- | --- | --- |
| 1    | Suède                | 13  | 8 | 6 | 1 | 1 | 13 | 6  | +7   |  | Suède                      |     | 1-0 | 2-0 | 1-0 | 4-2 |
| 2    | Hongrie              | 11  | 8 | 5 | 1 | 2 | 13 | 8  | +5   |  | Hongrie                    | 2-1 |     | 2-1 | 3-1 | 2-2 |
| 3    | Espagne              | 6   | 8 | 1 | 4 | 3 | 9  | 12 | -3   |  | Espagne                    | 1-1 | 1-0 |     | 2-2 | 1-2 |
| 4    | République d'Irlande | 5   | 8 | 1 | 3 | 4 | 10 | 12 | -2   |  | République d'Irlande       | 0-1 | 1-2 | 2-2 |     | 3-0 |
| 5    | France               | 5   | 8 | 1 | 3 | 4 | 9  | 16 | -7   |  | France                     | 1-2 | 0-2 | 1-1 | 1-1 |     |

#### Groupe D

##### Tour préliminaire
| Équipe 1      | Résultat | Équipe 2 | Aller  | Retour |
| ------------- | -------- | -------- | ------ | ------ |
| Liechtenstein | 0 - 19   | Suisse   | 0 - 10 | 0 - 9  |

| Rang | Équipe           | Pts | J | G | N | P | Bp | Bc | Diff |  | Résultats (▼ dom., ► ext.) |     |     |     |     |     |
| ---- | ---------------- | --- | - | - | - | - | -- | -- | ---- |  | -------------------------- | --- | --- | --- | --- | --- |
| 1    | Union soviétique | 14  | 8 | 6 | 2 | 0 | 12 | 2  | +10  |  | Union soviétique           |     | 2-0 | 0-0 | 1-0 | 2-0 |
| 2    | Bulgarie         | 10  | 8 | 4 | 2 | 2 | 13 | 5  | +8   |  | Bulgarie                   | 0-1 |     | 2-0 | 4-0 | 3-1 |
| 3    | Suisse           | 7   | 8 | 2 | 3 | 3 | 8  | 10 | -2   |  | Suisse                     | 2-4 | 1-1 |     | 1-0 | 2-0 |
| 4    | Norvège          | 5   | 8 | 0 | 5 | 3 | 1  | 7  | -6   |  | Norvège                    | 0-0 | 0-0 | 0-0 |     | 1-1 |
| 5    | Turquie          | 4   | 8 | 1 | 2 | 5 | 5  | 15 | -10  |  | Turquie                    | 0-2 | 0-3 | 3-2 | 0-0 |     |

#### Groupe E
| Rang | Équipe          | Pts | J | G | N | P | Bp | Bc | Diff |  | Résultats (▼ dom., ► ext.) |     |     |     |     |     |
| ---- | --------------- | --- | - | - | - | - | -- | -- | ---- |  | -------------------------- | --- | --- | --- | --- | --- |
| 1    | Yougoslavie     | 13  | 8 | 6 | 1 | 1 | 17 | 5  | +12  |  | Yougoslavie                |     | 1-0 | 4-0 | 2-1 | 5-0 |
| 2    | Tchécoslovaquie | 12  | 8 | 6 | 0 | 2 | 10 | 3  | +7   |  | Tchécoslovaquie            | 1-0 |     | 2-0 | 1-0 | 2-0 |
| 3    | Belgique        | 7   | 8 | 3 | 1 | 4 | 8  | 13 | -5   |  | Belgique                   | 2-2 | 0-2 |     | 2-3 | 1-0 |
| 4    | Autriche        | 4   | 8 | 2 | 0 | 6 | 7  | 11 | -4   |  | Autriche                   | 0-1 | 2-0 | 0-1 |     | 0-2 |
| 5    | Finlande        | 4   | 8 | 2 | 0 | 6 | 5  | 15 | -10  |  | Finlande                   | 1-2 | 0-2 | 0-2 | 2-1 |     |

### Amérique du Sud (CONMEBOL)
Le tournoi pré-olympique sud-américain s'est déroulé du 18 avril au 3 mai 1987 dans trois villes de Bolivie : Santa Cruz, Cochabamba et La Paz. Pour la seconde fois seulement, toutes les fédérations nationales du continent participent au tournoi. Les dix nations ont été versées dans deux poules de cinq équipes. Les deux équipes les mieux classées de chacun des deux groupes se sont retrouvées pour le tournoi final au sein d'un groupe unique dont les deux premiers étaient placés pour le tournoi olympique au terme d'une compétition à match unique entre chacun des adversaires. À l'issue de ces éliminatoires, le Brésil et l'Argentine se sont qualifiés.

#### Premier tour

##### Groupe A
Les rencontres ont été disputées à Santa Cruz en Bolivie du 18 au 26 avril 1987.
| Rang | Équipe   | Pts | J | G | N | P | Bp | Bc | Diff |  | Résultats (▼ dom., ► ext.) |  |     |     |     |     |
| ---- | -------- | --- | - | - | - | - | -- | -- | ---- |  | -------------------------- |  | --- | --- | --- | --- |
| 1    | Colombie | 7   | 4 | 3 | 1 | 0 | 4  | 0  | +4   |  | Colombie                   |  | 2-0 | 1-0 | 0-0 | 1-0 |
| 2    | Brésil   | 4   | 4 | 1 | 2 | 1 | 5  | 5  | 0    |  | Brésil                     |  |     | 3-1 | 1-1 | 1-1 |
| 3    | Paraguay | 4   | 4 | 2 | 0 | 2 | 4  | 4  | 0    |  | Paraguay                   |  |     |     | 1-0 | 2-0 |
| 4    | Uruguay  | 4   | 4 | 1 | 2 | 1 | 2  | 2  | 0    |  | Uruguay                    |  |     |     |     | 1-0 |
| 5    | Pérou    | 1   | 4 | 0 | 1 | 3 | 1  | 5  | -4   |  | Pérou                      |  |     |     |     |     |

##### Groupe B
Les rencontres ont été disputées à Cochabamba en Bolivie du 19 au 27 avril 1987.
| Rang | Équipe    | Pts | J | G | N | P | Bp | Bc | Diff |  | Résultats (▼ dom., ► ext.) |  |     |     |     |     |
| ---- | --------- | --- | - | - | - | - | -- | -- | ---- |  | -------------------------- |  | --- | --- | --- | --- |
| 1    | Argentine | 6   | 4 | 2 | 2 | 0 | 6  | 1  | +5   |  | Argentine                  |  | 3-0 | 1-1 | 0-0 | 2-0 |
| 2    | Bolivie   | 6   | 4 | 3 | 0 | 1 | 5  | 3  | +2   |  | Bolivie                    |  |     | 1-0 | 1-0 | 3-0 |
| 3    | Chili     | 5   | 4 | 2 | 1 | 1 | 6  | 4  | +2   |  | Chili                      |  |     |     | 2-1 | 3-1 |
| 4    | Équateur  | 3   | 4 | 1 | 1 | 2 | 2  | 3  | -1   |  | Équateur                   |  |     |     |     | 1-0 |
| 5    | Venezuela | 0   | 4 | 0 | 0 | 4 | 1  | 9  | -8   |  | Venezuela                  |  |     |     |     |     |

#### Tournoi final
Le tournoi a été disputé à La Paz en Bolivie du 29 avril au 3 mai 1987.
| Rang | Équipe    | Pts | J | G | N | P | Bp | Bc | Diff |  | Résultats (▼ dom., ► ext.) |  |     |     |     |
| ---- | --------- | --- | - | - | - | - | -- | -- | ---- |  | -------------------------- |  | --- | --- | --- |
| 1    | Brésil    | 4   | 3 | 2 | 0 | 1 | 4  | 4  | 0    |  | Brésil                     |  | 0-2 | 2-1 | 2-1 |
| 2    | Argentine | 3   | 3 | 1 | 1 | 1 | 2  | 1  | +1   |  | Argentine                  |  |     | 0-0 | 0-1 |
| 3    | Bolivie   | 3   | 3 | 1 | 1 | 1 | 3  | 3  | 0    |  | Bolivie                    |  |     |     | 2-1 |
| 4    | Colombie  | 2   | 3 | 1 | 0 | 2 | 3  | 4  | -1   |  | Colombie                   |  |     |     |     |

### Amérique du Nord, Amérique centrale et Caraïbes (CONCACAF)
Les tours de qualification et le tournoi pré-olympique de la CONCACAF ont eu lieu du 25 janvier 1987 au 29 mai 1988 et ont permis aux États-Unis et au Mexique de se qualifier pour le tournoi olympique, ces derniers ont toutefois été disqualifiés et remplacé par le Guatemala. Les six derniers participants à la ronde finale continentale octroyant deux places qualificatives ont été répartis dans deux poules et déterminés dans les trois zones réunissant les 16 nations inscrites à l'issue d'un système à élimination directe disputé en match aller-retour, en jouant si nécessaire des prolongations et, au besoin, une séance de tirs au but, si les deux équipes sont toujours à égalité au terme des prolongations. Le Suriname a en définitive renoncé à participer.

#### Premier tour

##### Zone Amérique du Nord (NAFU)
| Équipe 1 | Résultat | Équipe 2   | Aller | Retour |
| -------- | -------- | ---------- | ----- | ------ |
| Bermudes | 2 - 7    | Mexique    | 2 - 1 | 0 - 6  |
| Canada   | 2 - 3    | États-Unis | 2 - 0 | 0 - 3  |

##### Zone Amérique Centrale (UNCAF)
| Équipe 1 | Résultat | Équipe 2  | Aller | Retour |
| -------- | -------- | --------- | ----- | ------ |
| Panama   | 3 - 4    | Salvador  | 1 - 1 | 2 - 3  |
| Honduras | 3 - 4    | Guatemala | 1 - 2 | 2 - 2  |

##### Zone Caraïbes (CFU)

###### Tour préliminaire
| Équipe 1           | Résultat | Équipe 2               | Aller | Retour |
| ------------------ | -------- | ---------------------- | ----- | ------ |
| Bahamas            | 1 - 6    | Guyana                 | 1 - 3 | 0 - 3  |
| Antigua-et-Barbuda | 1 - 1 E  | République dominicaine | 1 - 1 | 0 - 0  |
| Barbade            | 1 - 0    | Jamaïque               | 0 - 0 | 1 - 0  |
| Trinité-et-Tobago  | -        | Suriname forfait       | -     | -      |

###### Premier tour
| Équipe 1          | Résultat | Équipe 2               | Aller | Retour |
| ----------------- | -------- | ---------------------- | ----- | ------ |
| Guyana            | 6 - 1    | République dominicaine | 4 - 0 | 2 - 1  |
| Trinité-et-Tobago | 3 - 1    | Barbade                | 2 - 0 | 1 - 1  |

#### Tournoi final

##### Groupe 1
| Rang | Équipe            | Pts | J | G | N | P | Bp | Bc | Diff |  | Résultats (▼ dom., ► ext.) |     |     |     |
| ---- | ----------------- | --- | - | - | - | - | -- | -- | ---- |  | -------------------------- | --- | --- | --- |
| 1    | États-Unis        | 8   | 4 | 4 | 0 | 0 | 13 | 4  | +9   |  | États-Unis                 |     | 4-1 | 4-1 |
| 2    | Trinité-et-Tobago | 2   | 3 | 1 | 0 | 2 | 2  | 5  | -3   |  | Trinité-et-Tobago          | 0-1 |     | -   |
| 3    | Salvador          | 0   | 3 | 0 | 0 | 3 | 3  | 9  | -6   |  | Salvador                   | 2-4 | 0-1 |     |

##### Groupe 2
| Rang | Équipe    | Pts | J | G | N | P | Bp | Bc | Diff |  | Résultats (▼ dom., ► ext.) |     |     |     |
| ---- | --------- | --- | - | - | - | - | -- | -- | ---- |  | -------------------------- | --- | --- | --- |
| 1    | Mexique   | 5   | 4 | 1 | 3 | 0 | 1  | 0  | +1   |  | Mexique                    |     | 2-1 | 2-0 |
| 2    | Guatemala | 4   | 3 | 1 | 2 | 0 | 3  | 0  | +3   |  | Guatemala                  | 0-3 |     | 6-0 |
| 3    | Guyana    | 1   | 3 | 0 | 1 | 2 | 0  | 4  | -4   |  | Guyana                     | 0-9 | 0-3 |     |

### Asie (AFC)
La phase de qualification asiatique a été jouée entre le 27 février 1987 et le 15 janvier 1988 en deux rondes. Un premier tour réunissant les 25 participants, répartis en deux zones et huit groupes (quatre groupes de trois équipes au Moyen-Orient, trois groupes de trois équipes et un groupe de quatre équipes en Extrême-Orient), au sein d'une compétition en matches aller et retour. Les équipes les mieux placées de chaque groupe se sont qualifiées pour un second tour à une poule par zone et dont les vainqueurs respectifs au terme d'une compétition à matches aller et retour se sont placés pour les Jeux olympiques d'été de 1988. Au terme de cette phase éliminatoire, l'Irak et la Chine ont gagné le droit de disputer le tournoi olympique. Le Yémen du Sud, le Nord-Yémen, l'Inde et le Brunei ont en définitive renoncé à participer. La Corée du Nord a quant à elle été disqualifiée par la FIFA.

#### Zone Moyen-Orient

##### Premier tour

###### Groupe 1
| Rang | Équipe          | Pts | J | G | N | P | Bp | Bc | Diff |  | Résultats (▼ dom., ► ext.) |     |     |     |
| ---- | --------------- | --- | - | - | - | - | -- | -- | ---- |  | -------------------------- | --- | --- | --- |
| 1    | Arabie saoudite | 8   | 4 | 4 | 0 | 0 | 8  | 1  | +7   |  | Arabie saoudite            |     | 2-0 | 1-0 |
| 2    | Bahreïn         | 2   | 4 | 1 | 0 | 3 | 4  | 6  | -2   |  | Bahreïn                    | 1-2 |     | 2-0 |
| 3    | Oman            | 2   | 4 | 1 | 0 | 3 | 2  | 7  | -5   |  | Oman                       | 0-3 | 2-1 |     |

###### Groupe 2
| Rang | Équipe              | Pts | J | G | N | P | Bp | Bc | Diff |  | Résultats (▼ dom., ► ext.) |     |     |     |
| ---- | ------------------- | --- | - | - | - | - | -- | -- | ---- |  | -------------------------- | --- | --- | --- |
| 1    | Irak                | 7   | 4 | 3 | 1 | 0 | 8  | 2  | +6   |  | Irak                       |     | 1-1 | 2-0 |
| 2    | Émirats arabes unis | 4   | 4 | 1 | 2 | 1 | 5  | 5  | 0    |  | Émirats arabes unis        | 0-3 |     | 3-0 |
| 3    | Jordanie            | 1   | 4 | 0 | 1 | 3 | 2  | 8  | -6   |  | Jordanie                   | 1-2 | 1-1 |     |

###### Groupe 3
| Rang | Équipe       | Pts     | J       | G       | N       | P       | Bp      | Bc      | Diff    |  | Résultats (▼ dom., ► ext.) |     |     |
| ---- | ------------ | ------- | ------- | ------- | ------- | ------- | ------- | ------- | ------- |  | -------------------------- | --- | --- |
| 1    | Qatar        | 2       | 2       | 1       | 0       | 1       | 2       | 1       | +1      |  | Qatar                      |     | 2-0 |
| 2    | Syrie        | 2       | 2       | 1       | 0       | 1       | 1       | 2       | -1      |  | Syrie                      | 1-0 |     |
| -    | Yémen du Sud | Forfait | Forfait | Forfait | Forfait | Forfait | Forfait | Forfait | Forfait |  |                            |     |     |

###### Groupe 4
| Rang | Équipe        | Pts     | J       | G       | N       | P       | Bp      | Bc      | Diff    |  | Résultats (▼ dom., ► ext.) |     |     |
| ---- | ------------- | ------- | ------- | ------- | ------- | ------- | ------- | ------- | ------- |  | -------------------------- | --- | --- |
| 1    | Koweït E      | 2       | 2       | 1       | 0       | 1       | 2       | 2       | 0       |  | Koweït E                   |     | 1-0 |
| 2    | Iran          | 2       | 2       | 1       | 0       | 1       | 2       | 2       | 0       |  | Iran                       | 2-1 |     |
| -    | Yémen du Nord | Forfait | Forfait | Forfait | Forfait | Forfait | Forfait | Forfait | Forfait |  |                            |     |     |

##### Deuxième tour
| Rang | Équipe          | Pts | J | G | N | P | Bp | Bc | Diff |  | Résultats (▼ dom., ► ext.) |     |     |     |     |
| ---- | --------------- | --- | - | - | - | - | -- | -- | ---- |  | -------------------------- | --- | --- | --- | --- |
| 1    | Irak            | 8   | 6 | 3 | 2 | 1 | 10 | 5  | +5   |  | Irak                       |     | 1-0 | 4-1 | 1-1 |
| 2    | Koweït          | 7   | 6 | 2 | 3 | 1 | 3  | 2  | +1   |  | Koweït                     | 2-1 |     | 0-0 | 1-0 |
| 3    | Qatar           | 5   | 6 | 1 | 3 | 2 | 4  | 8  | -4   |  | Qatar                      | 1-3 | 0-0 |     | 1-0 |
| 4    | Arabie saoudite | 4   | 6 | 0 | 4 | 2 | 2  | 4  | -2   |  | Arabie saoudite            | 0-0 | 0-0 | 1-1 |     |

#### Zone Extrême-Orient

##### Premier tour

###### Groupe 1
| Rang | Équipe   | Pts     | J       | G       | N       | P       | Bp      | Bc      | Diff    |  | Résultats (▼ dom., ► ext.) | Drapeau du Népal |     |
| ---- | -------- | ------- | ------- | ------- | ------- | ------- | ------- | ------- | ------- |  | -------------------------- | ---------------- | --- |
| 1    | Népal    | 3       | 2       | 1       | 1       | 0       | 3       | 2       | +1      |  | Népal                      |                  | 1-0 |
| 2    | Pakistan | 1       | 2       | 0       | 1       | 1       | 2       | 3       | -1      |  | Pakistan                   | 2-2              |     |
| -    | Inde     | Forfait | Forfait | Forfait | Forfait | Forfait | Forfait | Forfait | Forfait |  |                            |                  |     |

###### Groupe 2
| Rang | Équipe        | Pts     | J       | G       | N       | P       | Bp      | Bc      | Diff    |  | Résultats (▼ dom., ► ext.) |     |     |
| ---- | ------------- | ------- | ------- | ------- | ------- | ------- | ------- | ------- | ------- |  | -------------------------- | --- | --- |
| 1    | Thaïlande     | 3       | 2       | 1       | 1       | 0       | 3       | 2       | +1      |  | Thaïlande                  |     | 2-2 |
| 2    | Malaisie      | 1       | 2       | 0       | 1       | 1       | 2       | 3       | -1      |  | Malaisie                   | 0-1 |     |
| -    | Corée du Nord | Forfait | Forfait | Forfait | Forfait | Forfait | Forfait | Forfait | Forfait |  |                            |     |     |

###### Groupe 3
| Rang | Équipe    | Pts     | J       | G       | N       | P       | Bp      | Bc      | Diff    |  | Résultats (▼ dom., ► ext.) |     |     |     |
| ---- | --------- | ------- | ------- | ------- | ------- | ------- | ------- | ------- | ------- |  | -------------------------- | --- | --- | --- |
| 1    | Japon     | 8       | 4       | 4       | 0       | 0       | 7       | 1       | +6      |  | Japon                      |     | 1-0 | 3-0 |
| 2    | Singapour | 2       | 4       | 1       | 0       | 3       | 3       | 4       | -1      |  | Singapour                  | 0-1 |     | 2-0 |
| 3    | Indonésie | 2       | 4       | 1       | 0       | 3       | 3       | 8       | -5      |  | Indonésie                  | 1-2 | 2-1 |     |
| -    | Brunei    | Forfait | Forfait | Forfait | Forfait | Forfait | Forfait | Forfait | Forfait |  |                            |     |     |     |

###### Groupe 4
| Rang | Équipe      | Pts | J | G | N | P | Bp | Bc | Diff |  | Résultats (▼ dom., ► ext.) |     |     |      |
| ---- | ----------- | --- | - | - | - | - | -- | -- | ---- |  | -------------------------- | --- | --- | ---- |
| 1    | Chine       | 7   | 4 | 3 | 1 | 0 | 20 | 0  | +20  |  | Chine                      |     | 1-0 | 10-0 |
| 2    | Hong Kong   | 5   | 4 | 2 | 1 | 1 | 12 | 1  | +11  |  | Hong Kong                  | 0-0 |     | 7-0  |
| 3    | Philippines | 0   | 4 | 0 | 0 | 4 | 0  | 31 | -31  |  | Philippines                | 0-9 | 0-5 |      |

##### Deuxième tour
| Rang | Équipe    | Pts | J | G | N | P | Bp | Bc | Diff |  | Résultats (▼ dom., ► ext.) |     |     |     | Drapeau du Népal |
| ---- | --------- | --- | - | - | - | - | -- | -- | ---- |  | -------------------------- | --- | --- | --- | ---------------- |
| 1    | Chine     | 10  | 6 | 5 | 0 | 1 | 25 | 1  | +24  |  | Chine                      |     | 0-1 | 2-0 | 12-0             |
| 2    | Japon     | 9   | 6 | 4 | 1 | 1 | 16 | 2  | +14  |  | Japon                      | 0-2 |     | 1-0 | 9-0              |
| 3    | Thaïlande | 5   | 6 | 2 | 1 | 3 | 5  | 5  | 0    |  | Thaïlande                  | 0-1 | 0-0 |     | 3-0              |
| 4    | Népal     | 0   | 6 | 0 | 0 | 6 | 1  | 39 | -38  |  | Népal                      | 0-8 | 0-5 | 1-2 |                  |

### Océanie (OFC)
Le tournoi pré-olympique océanien a été disputé entre le 7 novembre 1987 et le 27 mars 1988 en deux rondes. Un premier tour réunit les 6 participants, répartis en deux groupes de trois équipes, au sein d'une compétition en matches aller et retour au terme duquel les deux équipes les mieux placées de chaque groupe se sont placées pour le second tour. La troisième place qualificative s'est disputée entre les deuxièmes de chaque poule à l'occasion d'un barrage unique. Les trois nations qualifiées ont ainsi rejoint Israël pour jouer un tour final en une poule organisé en Australie et en Nouvelle-Zélande et dont le vainqueur participe à la phase finale des Jeux olympiques d'été de 1988. Au terme de cette phase éliminatoire, l'Australie a gagné le droit de disputer le tournoi olympique. La Papouasie-Nouvelle-Guinée et les Fidji ont en définitive renoncé à participer.

#### Premier tour

##### Groupe 1
| Rang | Équipe                    | Pts     | J       | G       | N       | P       | Bp      | Bc      | Diff    |  | Résultats (▼ dom., ► ext.) |     |     |
| ---- | ------------------------- | ------- | ------- | ------- | ------- | ------- | ------- | ------- | ------- |  | -------------------------- | --- | --- |
| 1    | Australie                 | 4       | 2       | 2       | 0       | 0       | 6       | 0       | +6      |  | Australie                  |     | 3-0 |
| 2    | Taipei chinois            | 0       | 2       | 0       | 0       | 0       | 0       | 6       | -6      |  | Taipei chinois             | 0-3 |     |
| -    | Papouasie-Nouvelle-Guinée | Forfait | Forfait | Forfait | Forfait | Forfait | Forfait | Forfait | Forfait |  |                            |     |     |

##### Groupe 2
| Rang | Équipe             | Pts     | J       | G       | N       | P       | Bp      | Bc      | Diff    |  | Résultats (▼ dom., ► ext.) |     |      |
| ---- | ------------------ | ------- | ------- | ------- | ------- | ------- | ------- | ------- | ------- |  | -------------------------- | --- | ---- |
| 1    | Nouvelle-Zélande   | 4       | 2       | 2       | 0       | 0       | 19      | 0       | +19     |  | Nouvelle-Zélande           |     | 12-0 |
| 2    | Samoa occidentales | 0       | 2       | 0       | 0       | 0       | 0       | 19      | -19     |  | Samoa occidentales         | 0-7 |      |
| -    | Fidji              | Forfait | Forfait | Forfait | Forfait | Forfait | Forfait | Forfait | Forfait |  |                            |     |      |

##### Barrage
| Équipe 1       | Résultat | Équipe 2           |
| -------------- | -------- | ------------------ |
| Taipei chinois | 5 - 0    | Samoa occidentales |

#### Tournoi final
Le tournoi a été disputé en Australie et en Nouvelle-Zélande du 6 au 27 mars 1988.
| Rang | Équipe           | Pts | J | G | N | P | Bp | Bc | Diff |  | Résultats (▼ dom., ► ext.) |     |     |     |     |
| ---- | ---------------- | --- | - | - | - | - | -- | -- | ---- |  | -------------------------- | --- | --- | --- | --- |
| 1    | Australie        | 10  | 6 | 4 | 2 | 0 | 12 | 4  | +8   |  | Australie                  |     | 2-0 | 3-1 | 3-2 |
| 2    | Israël           | 9   | 6 | 4 | 1 | 1 | 17 | 3  | +14  |  | Israël                     | 0-0 |     | 2-0 | 5-1 |
| 3    | Nouvelle-Zélande | 5   | 6 | 2 | 1 | 3 | 5  | 7  | -2   |  | Nouvelle-Zélande           | 1-1 | 0-1 |     | 2-0 |
| 4    | Taipei chinois   | 0   | 6 | 0 | 0 | 6 | 3  | 23 | -20  |  | Taipei chinois             | 0-3 | 0-9 | 0-1 |     |

### Afrique (CAF)
Le tournoi africain de qualifications pour les Jeux olympiques d’été de 1988 s’est déroulé sur trois tours entre le 16 novembre 1986 et le 31 janvier 1988. Les trois qualifiés au tournoi olympique ont été déterminés, au terme d'un tour préliminaire et de trois rondes répartissant les 27 nations inscrites au départ, à l'issue d'un système à élimination directe disputé en match aller-retour, lors desquels la règle des buts marqués à l'extérieur est d'application. Après le troisième tour, le Nigeria, la Tunisie et la Zambie se sont qualifiés pour le tournoi olympique.

#### Tour préliminaire
| Équipe 1  | Résultat | Équipe 2           | Aller | Retour |
| --------- | -------- | ------------------ | ----- | ------ |
| Rwanda    | 2 - 8    | Malawi             | 2 - 5 | 0 - 3  |
| Botswana  | -        | Madagascar forfait | -     | -      |
| Swaziland | -        | Maurice forfait    | -     | -      |

#### Premier tour
| Équipe 1      | Résultat | Équipe 2         | Aller | Retour   |
| ------------- | -------- | ---------------- | ----- | -------- |
| Botswana      | 0 - 7    | Zambie           | 0 - 4 | 0 - 3    |
| Égypte        | 7 - 1    | Kenya            | 4 - 0 | 3 - 1    |
| Ghana         | 3 - 0    | Sénégal          | 2 - 0 | 1 - 0    |
| Liberia       | 3 - 5    | Nigeria          | 2 - 1 | 1 - 4    |
| Malawi        | 1 - 4    | Cameroun         | 1 - 1 | 0 - 3    |
| Sierra Leone  | 1 - 2    | Tunisie          | 1 - 0 | 0 - 2    |
| Swaziland     | 1 - 8    | Zimbabwe         | 0 - 2 | 1 - 6    |
| Soudan        | 2 - 4 ap | Algérie          | 1 - 1 | 1 - 3 ap |
| Ouganda       | 6 - 2    | Mozambique       | 4 - 1 | 2 - 1    |
| Côte d’Ivoire | -        | Guinée forfait   | -     | -        |
| Libye         | -        | Éthiopie forfait | -     | -        |
| Maroc         | -        | Gambie forfait   | -     | -        |

#### Deuxième tour
| Équipe 1      | Résultat | Équipe 2      | Aller | Retour   |
| ------------- | -------- | ------------- | ----- | -------- |
| Ghana         | 2 - 2 E  | Cameroun      | 0 - 0 | 2 - 2    |
| Côte d’Ivoire | 1 - 2    | Maroc         | 0 - 0 | 1 - 2    |
| Tunisie       | 1 - 0 ap | Égypte        | 0 - 0 | 1 - 0 ap |
| Ouganda       | 2 - 6    | Zambie        | 2 - 1 | 0 - 5    |
| Zimbabwe      | 0 - 2    | Nigeria       | 0 - 0 | 0 - 2    |
| Algérie       | -        | Libye forfait | -     | -        |

#### Troisième tour
| Équipe 1 | Résultat | Équipe 2 | Aller | Retour   |
| -------- | -------- | -------- | ----- | -------- |
| Algérie  | 1 - 2 ap | Nigeria  | 1 - 0 | 0 - 2 ap |
| Tunisie  | 3 - 2    | Maroc    | 1 - 0 | 2 - 2    |
| Zambie   | 2 - 1    | Ghana    | 2 - 0 | 0 - 1    |